# Sam Byram
Samuel Mark „Sam“ Byram (* 16. September 1993 in Thurrock) ist ein englischer Fußballspieler. Er spielt als rechter Außenverteidiger beim englischen Verein Leeds United.

## Vereinskarriere

### Leeds United
Sam Byram, der seit 2005 die Jugendabteilung Leeds Uniteds erfolgreich durchlief, debütierte am 11. August 2012 im Profikader bei einem 4:0-Heimsieg im League Cup 2012/13 gegen Shrewsbury Town. Der junge Nachwuchsspieler avancierte schnell zum Stammspieler bei United und erzielte 3 Treffer in 44 Spielen der Football League Championship 2012/13. Verletzungsbedingt kam er in der Saison 2013/14 nur zu 25 Ligaeinsätzen. In der anschließenden Spielzeit bestritt er 39 Partien und erzielte dabei 3 Tore.

### West Ham United
Nachdem eine Vertragsverlängerung des im Sommer 2016 auslaufenden Vertrages gescheitert war, verkaufte Leeds United Sam Byram am 20. Januar 2016 an den Erstligisten West Ham United. Für seine neue Mannschaft debütierte er am 23. Januar 2016 bei einem 2:2 gegen Manchester City in der Premier League. Nach drei weiteren Einsätzen in der Saison 2015/16 absolvierte Byram in der Premier League 2016/17 18 Partien und beendete die Spielzeit mit seinem Team als Tabellenelfter. 2017/18 kam er zunächst nur im Ligapokal zum Einsatz, ehe er sich Anfang November 2017 im Training verletzte und erst Mitte Januar 2018 sein erstes Spiel in der Liga bestritt.
Am 10. August 2018 wechselte der 24-Jährige auf Leihbasis für die gesamte Saison zum Zweitligisten Nottingham Forest.

### Norwich City
Mitte Juli 2019 heuerte er für eine Ablösesumme von 750.000 Pfund von West Ham beim Erstligakonkurrenten und Aufsteiger Norwich City an. Während er in den ersten zwölf Ligaspielen der Saison 2019/20 nur auf vier Einsätze kam, konnte er sich in der Folge ab November 2019 zunächst als Stammspieler durchsetzen. Aufgrund einer Verletzung der Oberschenkelmuskulatur, die er sich im Februar 2020 beim Ligaspiel gegen den FC Liverpool ohne Gegnereinwirkung zuzog, fiel er jedoch 21 Monate lang aus und konnte erst im Dezember 2021 sein Comeback geben. Die Mannschaft war zwischenzeitlich 2020 aus der Premier League ab- und 2021 wieder zurück aufgestiegen. Nach seiner Rückkehr stieg er mit dem Verein 2022 erneut in die zweite Liga ab.

### Rückkehr zu Leeds United
Im Sommer 2023 verließ Byram Norwich und kehrte zum Ligakonkurrenten Leeds United zurück.